# VI Всеукраїнський з'їзд Рад
VI Всеукраїнський з'їзд Рад —Всеукраїнський з'їзд рад робітничих, селянських і червоноармійських депутатів, який відбувся в Харкові 14 — 17 грудня1921 року. На з'їзд прибули 1037 делегатів (у тому числі 820 з ухвальним голосом), серед них 701 комуніст.

## Порядок денний
1) Звіт РНК УСРР; 

2) Про продподаток; 

3) Голод та посівна кампанія; 

4) Червона Армія та її завдання; 

5) Комітети незаможних селян; 

6) Фінансова політика; 

7) Вибори ВУЦВК та делегатів на 9-й з'їзд Рад РРФСР

## Результат
З'їзд прийняв резолюцію "Про зерновий фонд для комітетів незаможних селян". Конкретні заходи по наданню допомоги селянам з боку держави було обумовлено в резолюції «Про проведення весняної посівної кампанії 1922 року». В резолюції з військового питання передбачалися заходи з подальшого зміцнення боєздатності Червоних Армії та Флоту. 
З'їзд обрав 198 членів і 62 кандидати у члени ВУЦВК, а також 254 делегати на 9-й з'їзд Рад РРФСР та 51 кандидата до складу ВЦВК від УРСР. Почесним членом ВУЦВК на з'їзді було обрано В. І. Леніна. 
Рішення з'їзду мали велике значення для створення умов для успішної реалізації ленінської нової економічної політики.